# Adica
Adica est le nom du pharaon de l'Exode mentionné dans le Livre du Juste (ou Sepher Haiyaschar), un apocryphe dont le plus ancien manuscrit remonte au XVIe siècle, rédigé dans le milieu juif napolitain. Selon la version qu'il propose, le passage de la mer Rouge par les Hébreux s'est déroulé durant la 4e année de règne du pharaon Adica. Les eaux se refermant sur l'armée égyptienne, Adica est proche de la noyade mais Dieu envoie l'archange Gabriel pour le tirer des eaux.

## Livre du Juste
Comme son nom l'indique, la Bible (du grec ancien βιϐλία « les livres ») est une compilation de différents écrits. Au cours du temps, certains livres n'ont plus été considérés comme dignes d'y figurer et ont été retranchés. De ceux-là, certains sont encore mentionnés par les livres subsistants. Le Livre de Josué (10, 13) et le Deuxième livre de Samuel (1, 18) évoquent ainsi le Livre du Juste ou Sepher Haiyaschar. Dans son état actuel, le Livre du Juste (en) se présente comme un apocryphe biblique qui raconte à sa manière l'histoire du peuple hébreu durant les époques de la Genèse et de l'Exode. Pour ses premiers traducteurs, dont Moses Samuel (en) en anglais (1840) et David-Paul Drach en français (1858), il s'agit d'une chronique historique qui se compose de deux éléments distincts ; de probables fragments de l'ancien et véritable Livre du juste et des ajouts ultérieurs en langue rabbinique du Moyen Âge central (XIe et XIIIe siècles). Cette analyse a toutefois été révisée en 1986 par l'universitaire israélien Joseph Dan (en) pour qui des preuves indiquent que cette œuvre a été essentiellement écrite à Naples au début du XVIe siècle.

## Histoire pharaonique selon leLivre du Juste
Les Saintes Écritures passant sous silence certains faits historiques ou anecdotes au sujet des premiers prophètes, le Livre du Juste tente d'apporter certains éclairages sur un grand nombre de passages du Pentateuque jugés peu satisfaisants ou lacunaires. 

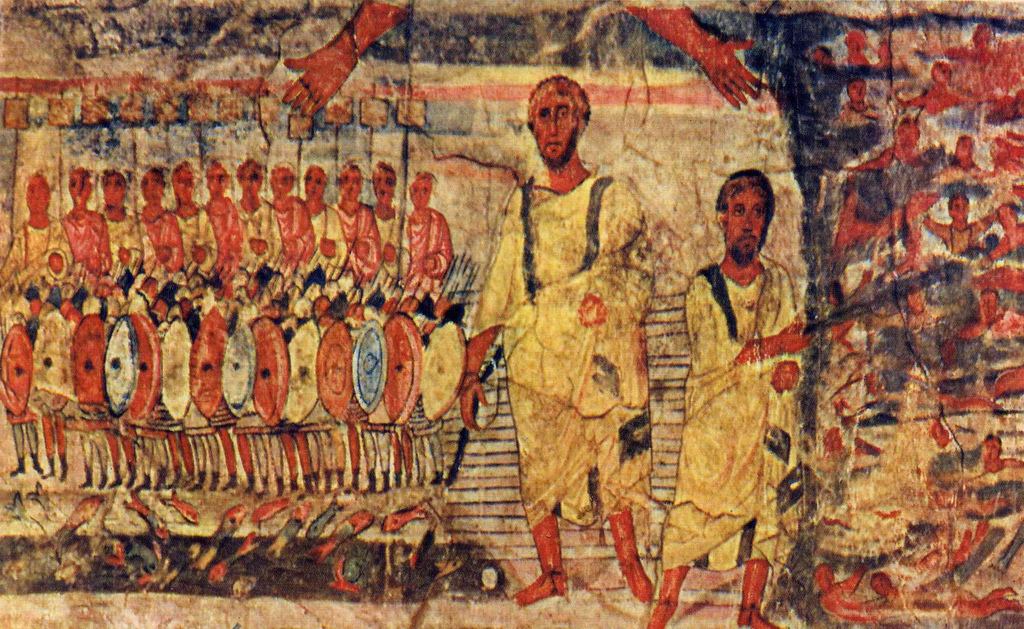
Le passage de la mer Rouge d'après une fresque de la synagogue de Doura Europos - III - Syrie.

Le récit biblique de l'Exode s'intéresse peu à Pharaon en tant qu'individu. Il est avant tout le symbole de la puissance égyptienne qui doit s'incliner devant la toute puissance du Dieu de Moïse. Tout au contraire, le Livre du Juste, s'efforce de mieux caractériser et individualiser les souverains égyptiens en brodant un récit à sa façon. La 32e année de la présence des Hébreux en Égypte, lorsque Joseph est âgé de 71 ans, meurt le Pharaon qui l'a accepté à sa cour. Lui succède son fils, le pharaon Magron ; Joseph continue cependant à gouverner l'Égypte avec sagesse. Joseph meurt à l'âge de 110 ans après avoir passé 93 ans en Égypte dont 80 ans en tant que vice-roi. À cette date, Pharaon prend l'essentiel du pouvoir et commence à réduire les Hébreux en esclavage. La 102e année de la présence des juifs, le pharaon Magron meurt et son fils Molal, âgé de 26 ans, lui succède. Son règne dure 94 ans. Selon les desseins de Dieu, les Égyptiens ne cessent d'opprimer les Hébreux. Pour se venger de la cruauté du pharaon Molal, Dieu envoie sur lui la maladie de la lèpre. Couvert de plaies de la tête aux pieds, Pharaon voit ses magiciens lui prescrire un remède composé du sang frais de petits enfants hébreux ; 175 enfants sont égorgés durant les 10 années que dure la maladie. Aigri et désirant se rendre à Goshen pour réprimer les Hébreux, le pharaon Molal se blesse durement dans un accident de char. Après trois années d'atroces souffrances, il meurt et son corps putride est enseveli à la hâte sans momification. La 206e année de la présence des juifs en Égypte, le pharaon Adica monte sur le trône à la suite de son père Malol. Lorsqu'il devient roi, il est âgé de 13 ans. Ce pharaon est celui de l'Exode. La traversée de la mer Rouge se passe durant sa quatrième année de règne. Adica est présenté comme un homme intelligent et rusé. Il est cependant petit et fort laid ; sa barbe lui descendant jusqu'aux chevilles.

## Sauvetage d'Adica par Dieu
Le récit canonique de l'Exode est très vague quant au destin de Pharaon lors de la submersion de l'armée égyptienne dans les eaux de la mer. Le Livre du Juste est on ne peut plus limpide. Dieu a épargné la vie de Pharaon, l'a déporté et en a fait le roi de la ville de Ninive située dans le nord de l'actuel Irak. Par cette version, le Livre du Juste prend le contrepied des commentateurs musulmans du Coran pour qui le Pharaon de l'Exode est mort noyé : 

« Pharaon fit donc atteler son char de guerre, et ne laissant dans le pays que les femmes et les enfants, il fit marcher avec lui tous les hommes, au nombre d'un million de combattants. Et il atteignit Israël campé sur la mer Rouge. Les enfants d'Israël en levant les yeux virent que toute l'Égypte arrivait sur eux, et ils eurent grand'peur, et ils invoquèrent Jéhova. (…) Moïse se mit ensuite lui-même en prière; mais Jéhova lui dit: Que fais-tu? Ce n'est pas le moment de m'invoquer. Commande aux enfants d'Israël de marcher. Pour toi, étends ta verge sur la mer, et divise-la afin que les enfants d'Israël passent au milieu d'elle à pied sec. Moïse ayant étendu sa verge sur la mer, ses flots se partagèrent en douze voies dans lesquelles les tributs des enfants d'Israël passèrent avec leurs chaussures sèches, ainsi qu'un homme qui chemine sur une route pavée. Quand les enfants d'Israël furent entrés dans la mer, les Égyptiens les y suivirent; mais les flots retombèrent sur eux, et ils furent tous noyés. Pharaon seul échappa du désastre général, parce qu'il rendit gloire à Jéhova, et crut en lui. Jéhova envoya un ange qui le retira du milieu des Égyptiens flottants dans l'eau, et le jeta sur la terre de Ninive. Il devint roi de ce pays et y régna longtemps »

— Pharaon sauvé par un ange. Livre du Juste (extraits). Traduction de Paul Drach.

## Sources

## Liens
- Exode hors d'Égypte
- Passage de la mer Rouge
- Pharaon de l'Exode
- Liste des livres de la Bible
- Références à des livres non-canoniques dans les livres bibliques canoniques
- Pseudo-Jasher (en)
- Sefer ha-Yashar